# Glittertind (группа)
Glittertind — норвежская рок-группа, исполняющая фолк/викинг-метал, викинг-рок, хардкор-панк. Основана Турбьёрном Сандвиком (Torbjørn Sandvik, р. 1985) в 2001 году.
Названа в честь горы Глиттертинд (2464 м.) — одной из самых высоких в Скандинавских горах (самая высокая Галлхёпигген). Она располагается в самом сердце Скандинавских гор — в горном массиве Ютунхеймен (Исполиновый Край), где свыше 60 вершин имеют высоту больше 2000 м.

## Дискография

### Альбомы
- Mellom Bakkar Og Berg (demo)  (Ultima Thule Records, 2002) CD
- Evige Asatro (demo) (Ultima Thule Records, 2003) CD
- Evige Asatro (Karmageddon Media, 2004) CD
- Til Dovre Faller (Karmageddon Media, 2005) CD
- Evige Asatro / Til Dovre Faller 2CD (Napalm Records, 2009) 2CD
- Landkjenning (Napalm Records, 2009) CD

### Compilations
- Carolus Rex 5  (Ultima Thule Records, 2001) CD
- Carolus Rex 6  (Ultima Thule Records, 2002) CD
- Carolus Rex 7  (Ultima Thule Records, 2004) CD
- Nothing Burns like Napalm Vol II (Napalm Records) 2009 CD
- Fear Candy 68 (Terrorizer) 2009 CD
- Metal Hammer #193: Battle Metal VIII (Metal Hammer) 2009 CD  (недоступная ссылка)
- Sweden Rock Magazine #62 (Sweden Rock Magazine) 2009  CD  (недоступная ссылка)

## Состав
- Torbjørn Sandvik
- Geirmund Simonsen
- Stefan Theofilakis
- Bjørn Nordstoga
- Olav Aasbø
- Geir Holm

## Внешние ссылки
- Glittertind Official Website
- Официальная страница Glittertind в социальной сети Facebook